# Gisela Jahn (Dirigentin)
Gisela Katherina Jahn (* 6. September 1923 in Chemnitz; † 7. Juni 2000 in Lübeck) war die erste professionelle Dirigentin Deutschlands.
Gisela Jahn entdeckte schon früh ihr Talent als Sängerin und durchlief eine Gesangsausbildung. Vom 10. Lebensjahr an spielte sie Violine und arbeitete später als Orchestermusikerin. Schon früh hegte sie den Berufswunsch Dirigentin. Ab 1948 absolvierte sie eine Kapellmeisterausbildung an der Hochschule für Musik und Kunst in Leipzig. 1953 bekam sie die Stelle des 1. Kapellmeisters des Staatlichen Sinfonieorchesters Thüringen in Gotha, wo sie bis 1960 als solche und zusätzlich als Leiterin des Städtischen Konzertchors wirkte. 1960 flüchtete sie von der DDR in die BRD und erhielt zunächst nur Zusagen als Gastdirigentin, schaffte es dann aber von 1963 bis 1964 musikalische Leiterin der Kleinen Oper am Kreuzberg in Berlin zu werden. Von 1975 bis 1990 folgte Jahn einem Ruf als Professorin für Orchesterleitung an der Hochschule für Musik und Theater Hamburg und führte von 1982 bis 2000 das Wandsbeker Sinfonieorchester in Hamburg. Am 7. Juni 2000 verstarb sie in Lübeck.